# Ours kodiak
Ursus arctos middendorffi
Sous-espèce
Répartition géographique
Statut de conservation UICN

 LC  : Préoccupation mineure
L'Ours kodiak (Ursus arctos middendorffi) est une sous-espèce d'Ours brun, à l'instar du grizzli avec lequel il présente beaucoup de similitudes. Il est spécifique aux îles de l'archipel Kodiak dont il tire son nom (île Kodiak et des îles voisines comme Afognak et Shuyak), dans le golfe de l'Alaska mais on le trouve aussi sur la péninsule du même nom. 
Il est généralement considéré, avec l’ours blanc, comme le plus grand des ursidés et des carnivores terrestres. Sa longévité est estimée à environ 20 ans mais elle peut aller jusqu'à 30 ans environ.

## Description

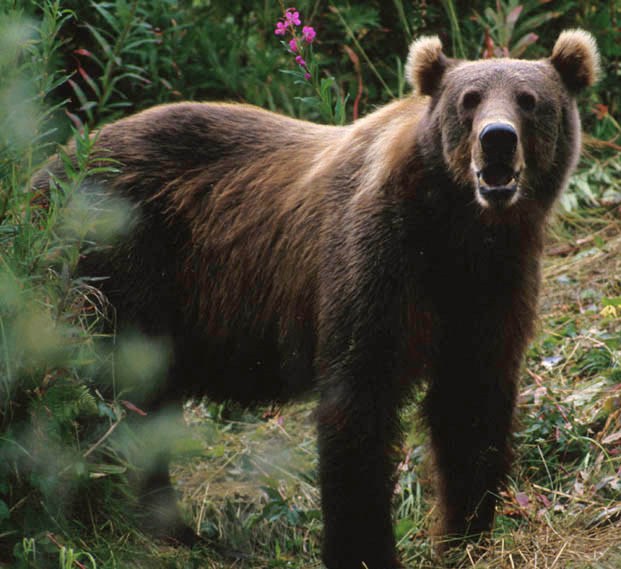
Autre individu.

La taille des grands mâles dépasse trois mètres de hauteur quand ils se lèvent sur leurs deux pattes arrière (1,50 m au garrot). Leur masse peut atteindre une tonne(près de 500 kg en moyenne), contre 250 à 300 kg en moyenne pour les femelles. 
Le record en captivité est détenu par un mâle mort en 1987 dans un zoo du Dakota du Nord (États-Unis), qui pesait 1,090 tonne. 
Comme chez tous les ours bruns, la couleur du pelage est très variable d'un individu à l'autre. Certains sont grisâtres (comme beaucoup de grizzlis), d'autres très foncés, d'autres encore d'un brun clair tirant sur le jaune. 
Leur vitesse de pointe en course est de 55 km/h.

## Alimentation

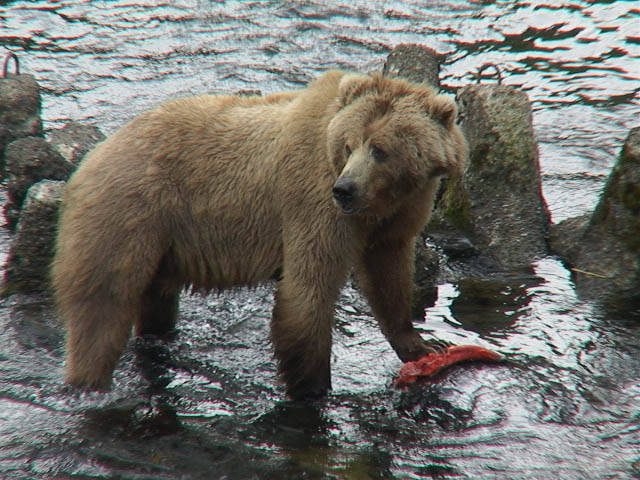
Avec un poisson en sang maintenu hors de l'eau par une patte et ses griffes.

Son impressionnante corpulence peut s'expliquer par son alimentation. En effet, cet ours se nourrit essentiellement de saumons pêchés en fleuves et ruisseaux, une espèce riche en protéines et en graisse, voire d'autres poissons et parfois du gibier plus gros et terrestre comme l'élan. Il se nourrit aussi de quelques végétaux, mais comme pour l'ours blanc, la pauvreté de la végétation dans les régions désolées où il vit le fait demeurer essentiellement carnivore.
À la mi-octobre, quand les jours raccourcissent et que les premières bourrasques de neige commencent, la faim du kodiak diminue. C’est le moment de se protéger de la menace du froid.
Cet animal, placide et solitaire comme beaucoup d'ours, se met en quête d’un refuge isolé et bien au sec pour y hiverner, aidé en cela par toutes les graisses qu'il a pu emmagasiner sous son épaisse fourrure grâce à son alimentation des beaux jours.

## Reproduction
La reproduction et l’éducation des oursons sont identiques à celles des autres ours (bruns).
La période des rivalités entre mâles et des accouplements a lieu vers mai et juin.
Une femelle met bas un à trois petits (quelquefois quatre ou cinq) entre janvier et février dans sa tanière d'hivernation. Les oursons pèsent environ 500 grammes à leur naissance.
La nouvelle famille sort de son abri vers le mois de mai, les oursons étant pris en charge par leur mère durant une période de deux à quatre ans, le plus éloignés possible des mâles adultes autres que leur père, qui pourraient les tuer pour que la mère soit de nouveau en chaleur et qu'ils puissent s'accoupler avec elle afin de pouvoir constituer leur propre progéniture (comportement identique chez de nombreux fauves qu'ils soient félidés voire canidés et comme en l'espèce ursidés — carnivores/omnivores, sinon herbivore comme le panda ? — lointains cousins des canins par les préhistoriques chiens-ours)[incompréhensible].

## L'ours kodiak et l'homme

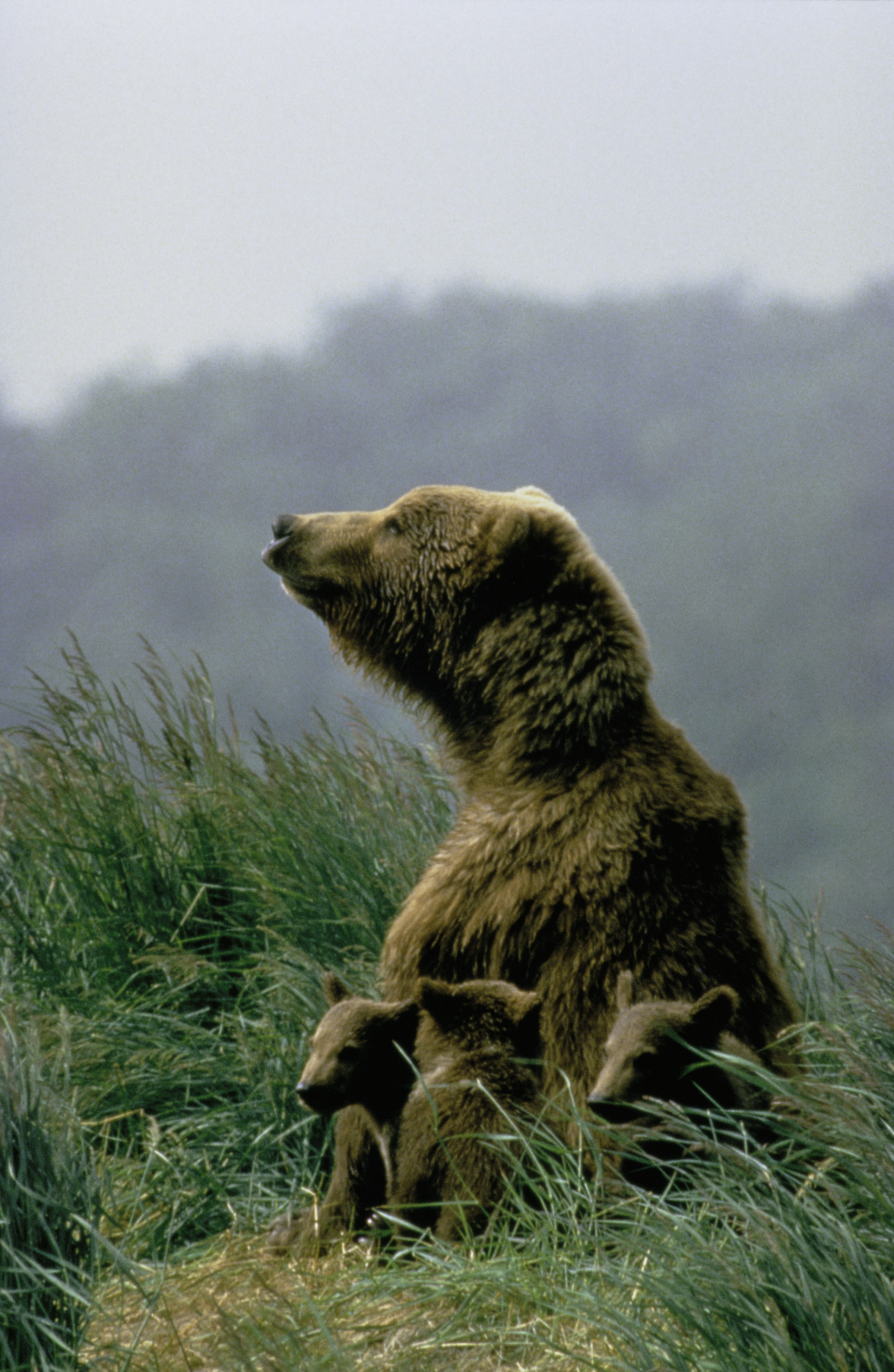
Femelle humant l'air et scrutant une direction en compagnie d'oursons.

Sur les îles de l’archipel Kodiak, la population de ces ours est estimée à un peu plus de 3 500 individus, en sensible augmentation ces 20 dernières années du fait d'une protection dont elle fait l’objet au sein d’un parc refuge national depuis 1941.
Environ 14 000 humains vivent quant à eux sur l’archipel et très peu d’incidents entre les deux espèces sont rapportés, de l'ordre d'environ une personne blessée par an. 
D’une manière générale et bien qu'attirant de nombreux touristes, ce qui accroît l'intérêt de les protéger outre la sauvegarde de la biodiversité, des écosystèmes naturels et de leurs équilibres, les kodiak(s) évitent les rencontres avec les hommes. Les principales exceptions à ce comportement se produisent quand l'animal est surpris ou attiré par de la nourriture des humains, leurs ordures, ou du gibier tué par des chasseurs, voire lorsqu'il se sent menacé, en particulier une femelle n'estimant pas ses petits assez éloignés d'un ou plusieurs homme(s).
Un accident mortel eut lieu en 1999 sur Uganik Island lorsqu'un chasseur fut tué en allant chercher un cervidé qu'il venait d'abattre. La chasse à l'encontre même de cette sous-espèce ursine est quant à elle toujours autorisée par la loi en-dehors du refuge évoqué plus haut, mais limitée ès quota(s), durée(s) [courte(s)] et contrôlée.

## Dans la culture

### Dans des culturesamérindiennes
Les Alutiiqs locaux de l'ethnie des Yupiks qui l'appellent Taquka’aq, et d'autres autochtones, le vénèrent par des légendes mettant en valeur sa force et sa puissance,.

### Au cinéma
Bart (1977-2000) est un kodiak né et mort en captivité, dressé et apparu dans des films comme Légendes d'automne (1994), de l'Américain Edward Zwick ; ou six années plus tôt dans L'Ours (1988), dont la trame se situe en Colombie-Britannique canadienne, mais tourné vers 1987-1988 dans la chaîne italienne des Dolomites, donc en Europe, par le cinéaste français Jean-Jacques Annaud auquel Bart s'en prit une fois violemment, en marge du tournage.

## Galerie

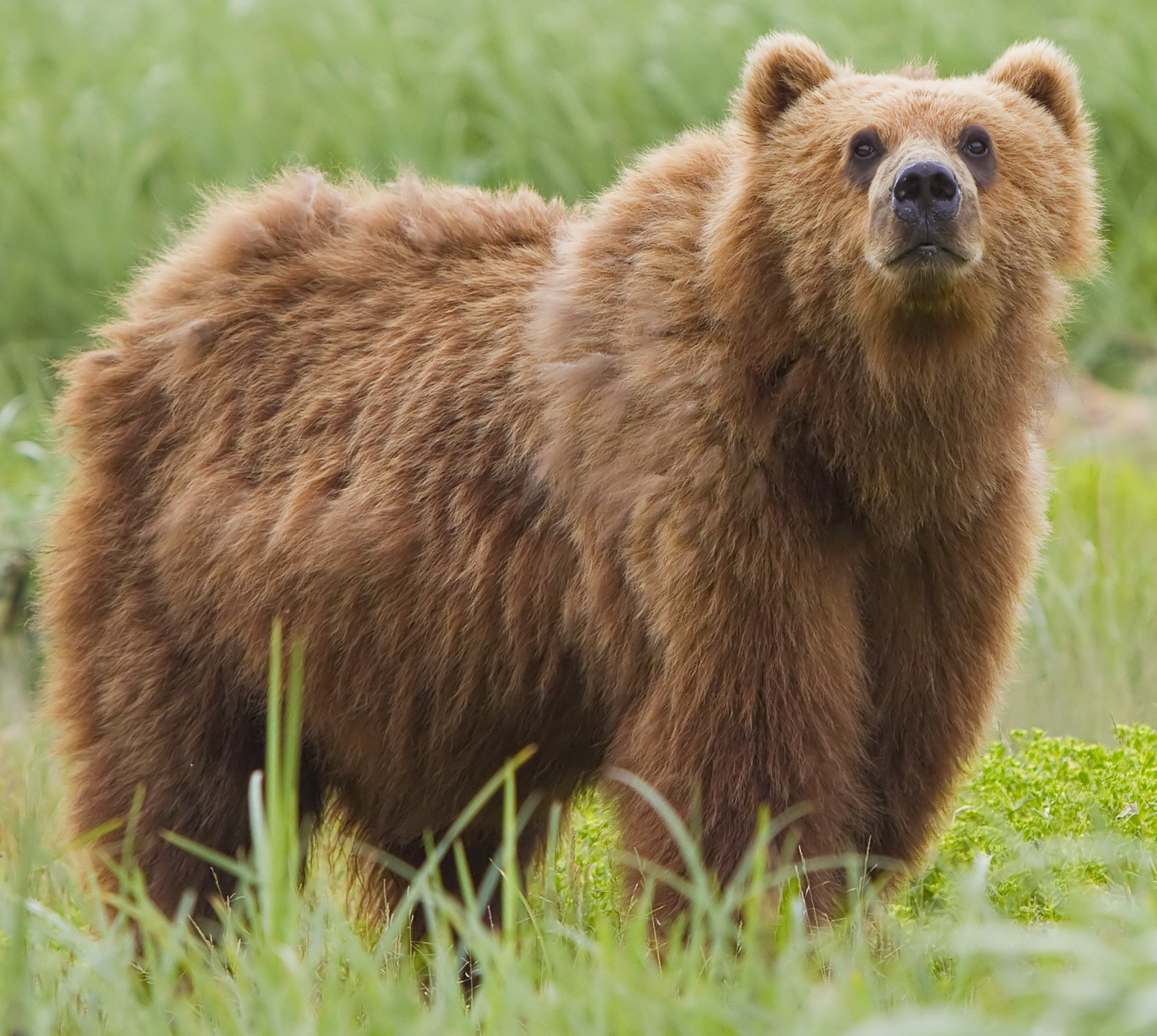
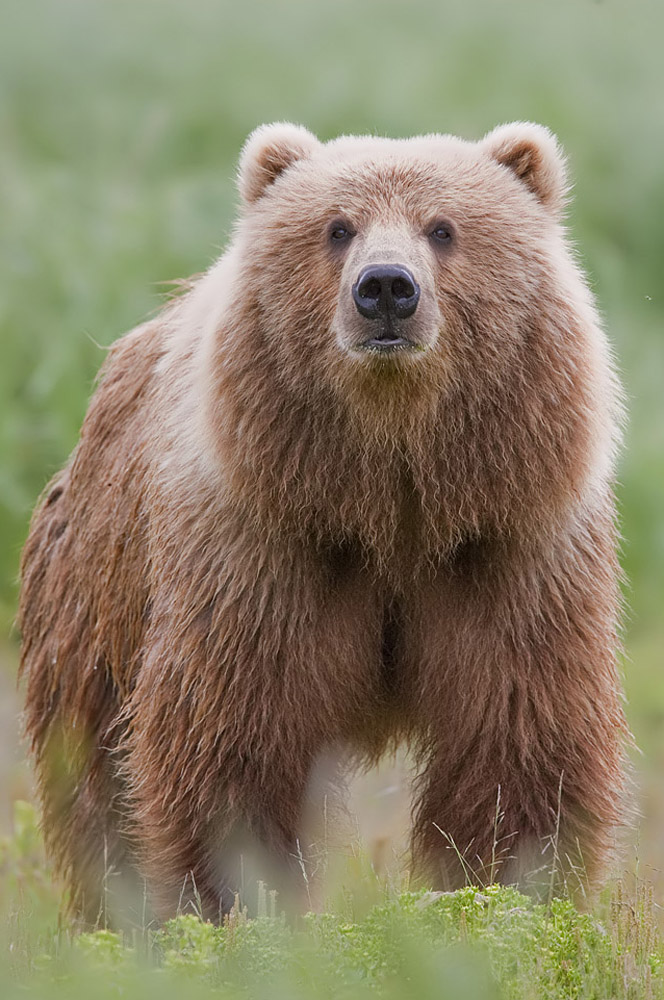
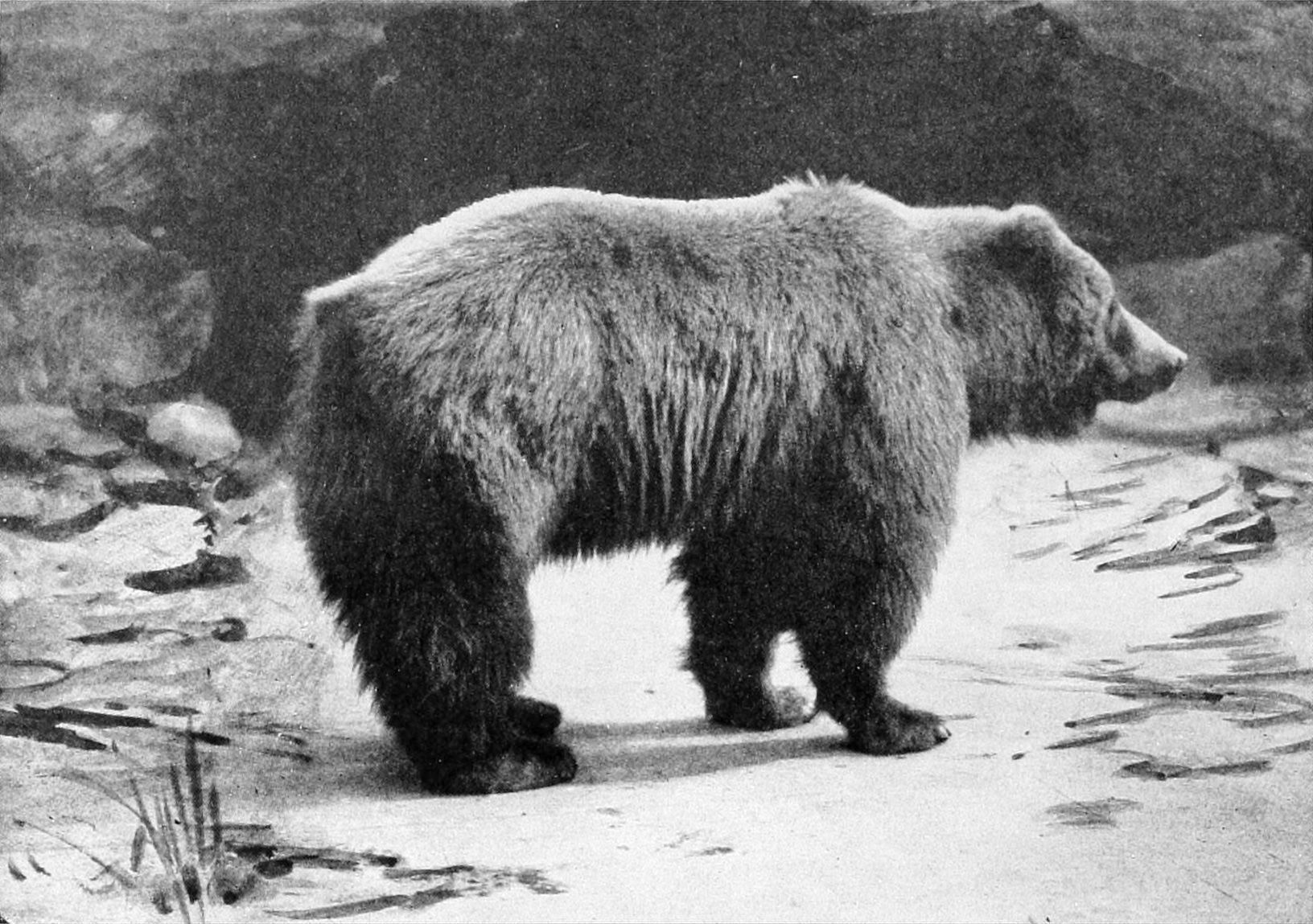
Photographie de 1913.
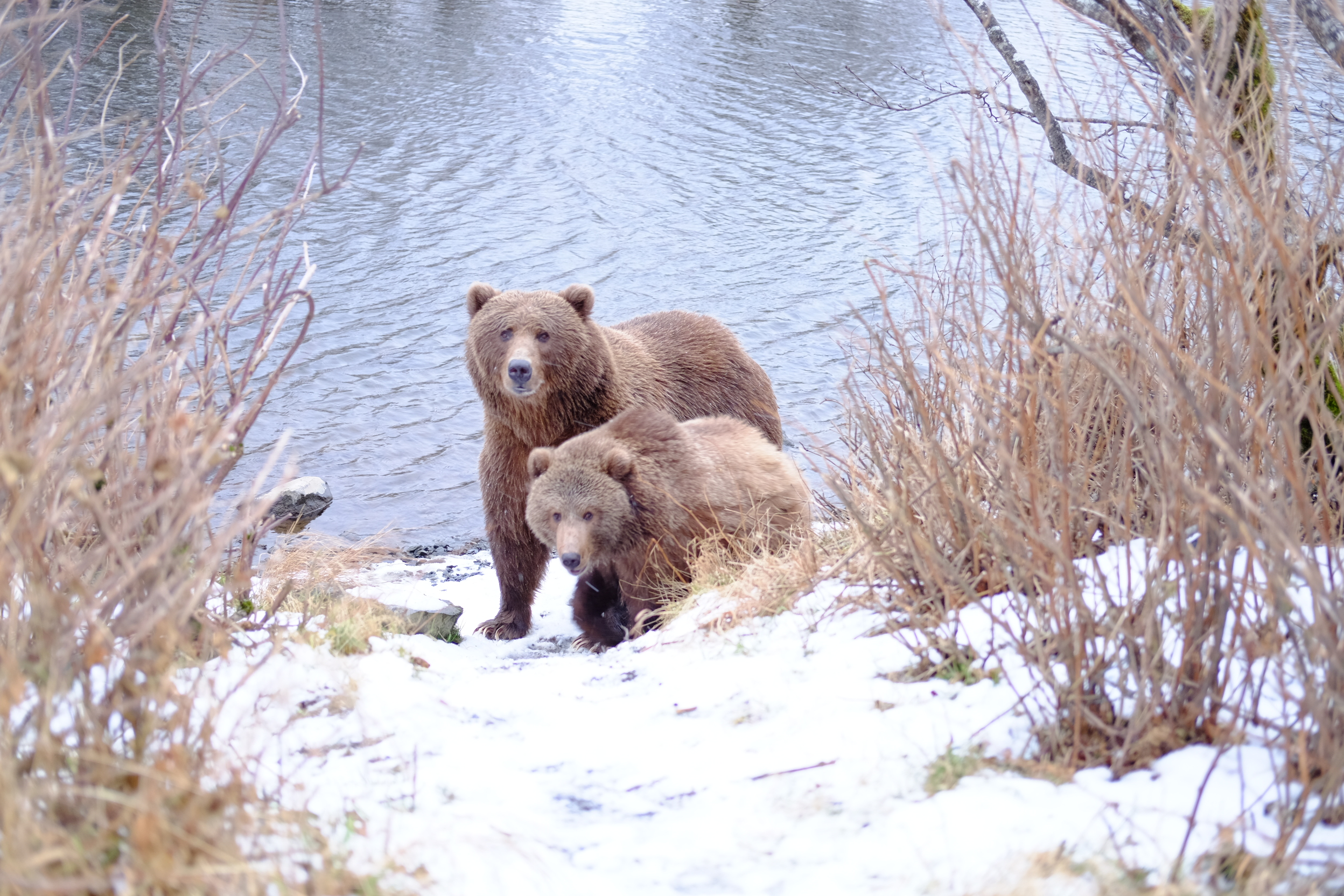
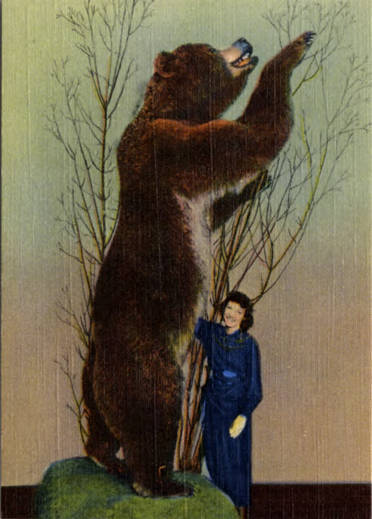
Le plus grand spécimen capturé connu (ensuite empaillé et ici sur une photographie de carte postale de 1942).
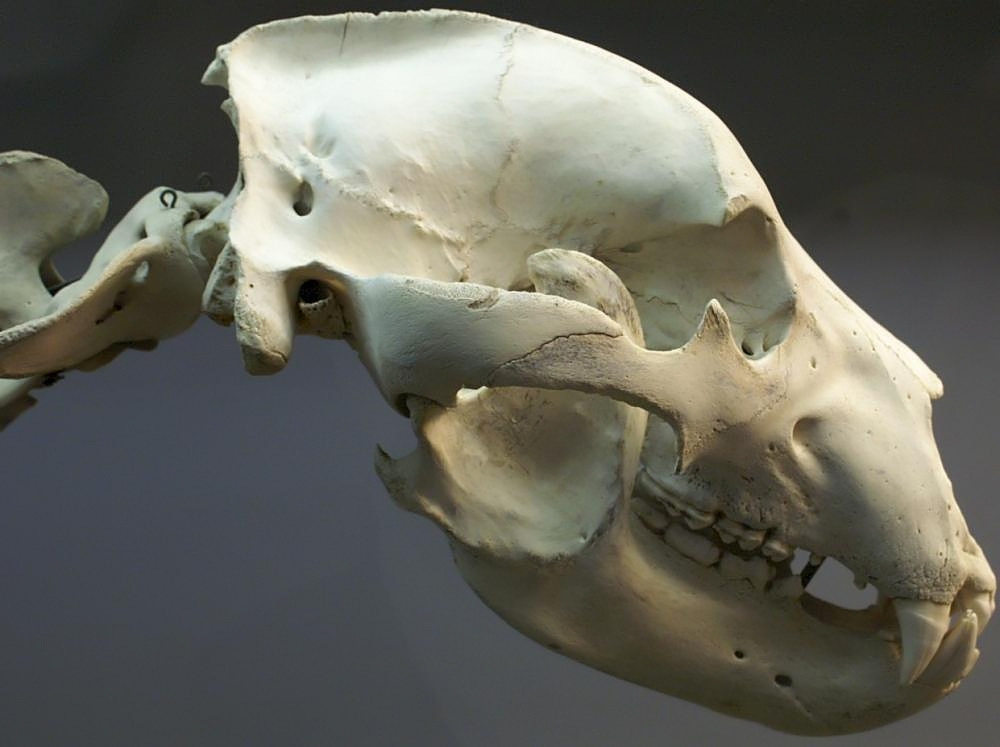
Crâne.